# 雅各比島
雅各比島是美國的島嶼，位於奇恰戈夫島以西的太平洋海域，屬於亞歷山大群島的一部分，由阿拉斯加州負責管轄，面積213平方公里，島上無人居住。
57°59′16″N 136°28′30″W / 57.98778°N 136.47500°W